# 노랑배청개구리
노랑배청개구리(학명: Dryophytes flaviventris)는 청개구리속에 속한 개구리의 일종이다. 대한민국의 고유종으로 익산, 부여, 논산 등 금강 유역에만 서식한다. 원래 수원청개구리(Dryophytes suweonensis) 또는 민무늬청개구리(Dryophytes immaculatus)와 같은 종으로 여겨졌으나 연구 결과 상당한 유전적·형태적 차이가 밝혀지면서 2020년에 새로운 종으로 등재되었다. 노랑배청개구리의 서식지는 칠갑산에 의해 수원청개구리의 서식지와 나뉘어 있고, 황해에 의해 민무늬청개구리 등 다른 청개구리속 개구리들과 분리되어 있다. 노랑배청개구리는 약 97만 년 전에 수원청개구리와 별개의 종으로 갈라졌다고 추정된다.
노랑배청개구리의 보존 상태는 아직 정식으로 평가된 적 없지만 서식지가 매우 좁고 다른 청개구리 종과의 교잡 위험이 있어 멸종 위기에 처해 있다고 생각된다.